# Том Голландер
Томас Ентоні «Том» Голландер (нар. 25 серпня 1967, Бристоль) — британський актор. Відомий в Україні за фільмами: «Пірати Карибського моря: Скриня мерця», «Пірати Карибського моря: На краю світу», «Гордість і упередження» та «Хороший рік».

## Біографія
Народився в Бристолі у вчительській родині. Юні роки провів у Оксфорді. Батько Тома Голландера походив з чеських євреїв, мати — британського походження. Навчався в школах «Dragon School» та «Abingdon School», в останній керував шкільним хором. Був наймолодшим учасником Національного молодіжного театру (National Youth Theatre) та Національного молодіжного музичного театру (National Youth Music Theatre). 1981 року, чотирнадцятирічним, одержав головну роль в екранізації BBC історичного роману Леона Гарфілда Джон Даймонд.
Як актор був задіяний в численних виставах британських та американських театрів. З середини 1990-х років активно знімається в кіно.

## Вибрана фільмографія
| Рік  | Назва фільму                           | Роль                               |
| ---- | -------------------------------------- | ---------------------------------- |
| 1981 | Джон Даймонд                           | Вільям Джонс                       |
| 1992 | Ще по одній                            | Паоло                              |
| 1994 | Мілнер                                 | Бен Мілнер                         |
| 1995 | Чисто англійське вбивство              | О'Лірі                             |
| 1996 | Остання істина                         | Сем Пітерсон                       |
| 1998 | Дещо про Марту                         | Деніел                             |
| 1998 | Спальні та передпокої                  | Даррен                             |
| 1999 | Таємний шлюб                           | Сер Джон Оджелбі                   |
| 1999 | Дружини та дочки                       | Осборн Хемлі                       |
| 2000 | Все можливо, бебі                      | Еван Проклеймер                    |
| 2001 | Енігма                                 | Лоджі                              |
| 2001 | Життя та пригоди Ніколаса Нікльбі      | Містер Манталіні                   |
| 2001 | Серцю не накажеш                       | Никнув                             |
| 2001 | Госфорд-парк                           | Ентоні Мередіт                     |
| 2002 | Одержимість                            | Еван                               |
| 2003 | Втрачений принц                        | Георг V                            |
| 2003 | Шпигуни з Кембриджу                    | Гай Берджесс                       |
| 2004 | Лондон                                 | Т. С. Еліот                        |
| 2004 | Краса по-англійськи                    | Пітер Лелі                         |
| 2004 | Папарацці                              | Леонард Кларк                      |
| 2004 | Розпусник                              | Джордж Етерідж                     |
| 2004 | Джим з Піккаділі                       | Віллі Партрідж                     |
| 2005 | Американський татусь!                  | Неймовірний Руфус (озвучування)    |
| 2005 | Гордість та упередження                | Містер Коллінз                     |
| 2006 | Премія Дарвіна                         | Генрі                              |
| 2006 | Країна сліпих                          | Максиміліан II                     |
| 2006 | Пірати Карибського моря: Скриня мерця  | лорд Катлер Бекетт                 |
| 2006 | Хороший рік                            | Чарлі Вілліс                       |
| 2007 | Пірати Карибського моря: На краю світу | лорд Катлер Бекетт                 |
| 2007 | Компанія (ТВ)                          | Едріан Філбі                       |
| 2007 | Золотий вік                            | Еміас Паулета                      |
| 2008 | Джон Адамс (ТБ)                        | Георг III                          |
| 2008 | Операція «Валькірія»                   | Полковник Гайнц Брандт             |
| 2008 | Заморожування (ТБ)                     | Леон                               |
| 2009 | У петлі                                | Саймон Фостер                      |
| 2009 | Соліст                                 | Грехем Клейдон                     |
| 2009 | Відчайдушні романтики (ТБ)             | Джон Рескін                        |
| 2011 | Ганна (фільм)                          | Айзекс                             |
| 2012 | Візантія                               |                                    |
| 2012 | Несподівана вакансія                   | Озвучування аудіокниги             |
| 2013 | Коханий з майбутнього                  | Гаррі                              |
| 2013 | Невидима жінка                         | письменник Вілкі Коллінз           |
| 2016 | Нічний адміністратор                   | Коркоран                           |
| 2017 | Тюльпанова лихоманка                   | Сор                                |
| 2017 | Дихай                                  | Блоггз Блекер/ Девід Блекер        |
| 2017 | Табу                                   | Джордж Чолмондейлі                 |
| 2017 | Дихай                                  | Девід Блекер                       |
| 2018 | Holy Lands                             | Мош                                |
| 2018 | Книга джунглів: Початок                | Табакі                             |
| 2018 | Богемна рапсодія                       | Джим БІч                           |
| 2018 | Приватна війна                         | Шон Райан                          |
| 2018 | Пташиний короб                         | Гері                               |
| 2019 | Баптист                                | Едвард Страттон                    |
| 2021 | Kingsman: Велика гра                   | Георг V / Вільгельм II / Микола II |

## Озвучування відеоігор
| Рік  | Назва                                    | Персонаж           |
| ---- | ---------------------------------------- | ------------------ |
| 2007 | Pirates of the Caribbean: At World's End | Лорд Катлер Бекетт |